# Joseph Ibanez
Joseph Ibanez (* 21. Januar 1927 in Montblanc; † 20. Juni 2009) war ein französischer Fußballspieler und -trainer.

## Karriere
Ibanez stand von 1949 an im Kader des Chamois Niort, mit dem er in der höchsten Amateurspielklasse Championnat de France Amateur antrat. 1952 wurde der 165 Zentimeter große Mittelfeldspieler vom Erstligisten AS Saint-Étienne unter Vertrag genommen. Am 23. November 1952 absolvierte er bei einer Begegnung gegen den Stade Rennes seine erste Partie in der höchsten nationalen Spielklasse, was seinem Debüt im Profifußball gleichkam. Anschließend wurde regelmäßig auf den zum Zeitpunkt des Debüts 25-Jährigen zurückgegriffen, wenngleich er zu einer Zeit, in der Ein- und Auswechslungen noch nicht möglich waren, keinen festen Stammplatz erhielt. So blieb er ein wichtiger Bestandteil einer Mannschaft, die sich meist im oberen Tabellenmittelfeld wiederfand, bis er im Verlauf der Spielzeit 1955/56 weitgehend aus dem Team verdrängt wurde. 
Im Sommer 1956 ging Ibanez zum Zweitligisten FC Perpignan, wo er zum unangefochtenen Leistungsträger wurde und im Verlauf der Saison 1956/57 sogar bei allen Partien in der Liga auf dem Platz stand. Dies blieb so, bis Perpignan aus 1959 aus Lizenzgründen abstieg. Zu diesem Zeitpunkt beendete der damals 32-Jährige nach 54 Erstligapartien mit vier Toren für Saint-Étienne sowie 110 Zweitligapartien mit einem Tor im Trikot von Perpignan seine Profilaufbahn. 1960 begann er beim Amateurverein SO Châtellerault seine Karriere als Trainer. Dem folgte 1961 sein Wechsel zur AS Angoulême, die er als Trainer betreute, bis der Verein 1965 in die zweite Liga aufstieg.